# 함안박물관
함안박물관은 경상남도 함안군 소재의 박물관이다.

## 개요
함안은 1,500여년 전 아라가야의 도읍이 있었던 흔적을 많이 볼 수 있으며, 아라가야의 유물을 중심으로 함안의 역사와 문화에 관련된 흥미로운 전시물이 가득하다. 뒤쪽에는 언덕을 오르면 아라가야 왕과 귀족들의 무덤이 넓게 펼쳐진 함안말이산고분군이 있다.

## 연혁
- 1997년 제2차 가야문화권정비사업의 일환으로 함안유물전시관 건립계획
- 1998년~2003년 함안유물전시관 건립
- 2003년 5~10월 함안유물전시관 내부전시
- 2003년 10월 30일 함안박물관 개관
- 2005년 6월 제1종 전문박물관 등록
- 2007년 전시시설 확대 및 리모델링

## 관람 안내
관람시간
- 3월 ~ 10월: 오전9시 ~ 오후6시까지
- 11월 ~ 2월: 오전9시 ~ 오후5시까지

휴관일
- 매주 월요일, 1월 1일, 설날·추석 연휴

관람료
- 무료